# Greg Sestero

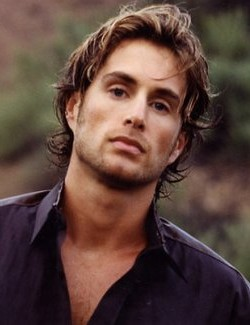
Sestero em 2011.

Gregory "Greg" Sestero (15 de julho de 1978), é um ator, modelo e escritor estadunidense. Ele é mais conhecido por seu papel como Mark no filme de 2003 The Room, e por escrever o best-seller e aclamado pela crítica The Disaster Artist, livro sobre sua vida e experiência na produção do filme que o lançou no mainstream.